# Ota Shunsuke
Shunsuke Ota (sinh ngày 2 tháng 5 năm 1994) là một cầu thủ bóng đá người Nhật Bản.

## Sự nghiệp câu lạc bộ
Shunsuke Ota đã từng chơi cho FC Machida Zelvia.